# Coelogyne fonstenebrarum
Coelogyne fonstenebrarum  é uma espécie de orquídea epífita, família Orchidaceae, originária de Kalimatan, Borneu.